# Karwowo Szlacheckie
Karwowo Szlacheckie – część wsi Karwowo Duchowne w Polsce położona w województwie mazowieckim, w powiecie płockim, w gminie Bodzanów.
Na terenie części wsi Karwowo Duchowne jest utworzone sołectwo Karwowo Szlacheckie.
W latach 1975–1998 Karwowo Szlacheckie administracyjnie należało do województwa płockiego.